# Kanton Mennecy
Kanton Mennecy je francouzský kanton v departementu Essonne v regionu Île-de-France. Vznikl 22. července 1967.

## Složení kantonu
| Obec                    | Počet obyvatel (2009) | PSČ   | INSEE       |
| ----------------------- | --------------------- | ----- | ----------- |
| Auvernaux               | 334                   | 91830 | 91 2 16 037 |
| Ballancourt-sur-Essonne | 7 315                 | 91610 | 91 2 16 045 |
| Champcueil              | 2 779                 | 91750 | 91 2 16 135 |
| Chevannes               | 1595                  | 91750 | 91 2 16 159 |
| Écharcon                | 780                   | 91540 | 91 2 16 204 |
| Fontenay-le-Vicomte     | 1264                  | 91540 | 91 2 16 244 |
| Le Coudray-Montceaux    | 4 563                 | 91830 | 91 2 16 179 |
| Mennecy                 | 13 295                | 91540 | 91 2 16 386 |
| Nainville-les-Roches    | 446                   | 91750 | 91 2 16 441 |
| Ormoy                   | 1784                  | 91540 | 91 2 16 468 |
| Vert-le-Grand           | 2408                  | 91810 | 91 2 16 648 |
| Vert-le-Petit           | 2591                  | 91710 | 91 2 16 649 |